# Trillium sulcatum
Trillium sulcatum là một loài thực vật có hoa trong họ Melanthiaceae. Loài này được T.S.Patrick miêu tả khoa học đầu tiên năm 1984.